# Super Monkey Ball Jr.
Super Monkey Ball Jr. es un videojuego de plataformas, parte de la serie Super Monkey Ball, desarrollado por Realism para Game Boy Advance. Es uno de los pocos juegos del sistema que hace uso de sus capacidades gráficas en 3D. Generalmente se lo considera un port del primer juego de la serie Super Monkey Ball, ya que reutiliza muchos niveles de este, pero tiene algunas diferencias.

## Jugabilidad
Al igual que en los juegos anteriores de la serie el jugador tiene la opción de elegir a AiAi, MeeMee, Baby o GonGon. En el modo multijugador, de dos a cuatro personas pueden elegir el mismo personaje.

### Juego principal
Al igual que en las entregas anteriores, el objetivo de Super Monkey Ball Jr. es controlar a un mono para llegar a la meta antes de que se acabe el tiempo. Como novedad en este juego, el jugador tiene la opción de acelerar o ralentizar la inclinación presionando los botones A o B respectivamente.

### Juegos de fiesta
- Duelo de monos: se puede jugar con solo dos jugadores, ambos jugadores corren hasta la meta lo más rápido que pueden mientras recogen los plátanos cercanos. El jugador ganador obtiene cinco plátanos que se suman a su total general. El modo se puede jugar hasta cinco rondas y el jugador que tenga más plátanos al final de la cantidad especificada de rondas gana. También existe la opción de darle a un jugador o al otro una ventaja de hasta cinco segundos.

Monkey Bowling, Monkey Fight y Monkey Golf, los tres minijuegos que estaban presentes en Super Monkey Ball, regresan en este juego y funcionan exactamente como su apariencia original. Con la excepción de Monkey Fight, los jugadores pueden jugar Monkey Bowling y Monkey Golf en un sistema Game Boy Advance alternando turnos.

## Recepción
Super Monkey Ball Jr. recibió críticas "generalmente favorables", según el sitio web del agregador de reseñas Metacritic, pero el juego fue criticado por la falta de movimiento analógico. IGN gave the game a 9/10, GameSpot le dio al juego un 8/10 y el agregador de reseñas Metacritic le dio al juego un 82/100, lo que indica "críticas generalmente favorables".